# Call of Duty: Modern Warfare III
Call of Duty: Modern Warfare III is een first-person shooter ontwikkeld door Sledgehammer Games en uitgegeven door Activision. Het is het twintigste spel uit de Call of Duty-serie en was op 10 november 2023 uit voor PlayStation 4, PlayStation 5, Windows, Xbox One en Xbox Series. De singleplayer-campagne werd vervroegd op 2 november 2023 uitgebracht.